# Conrat Meit

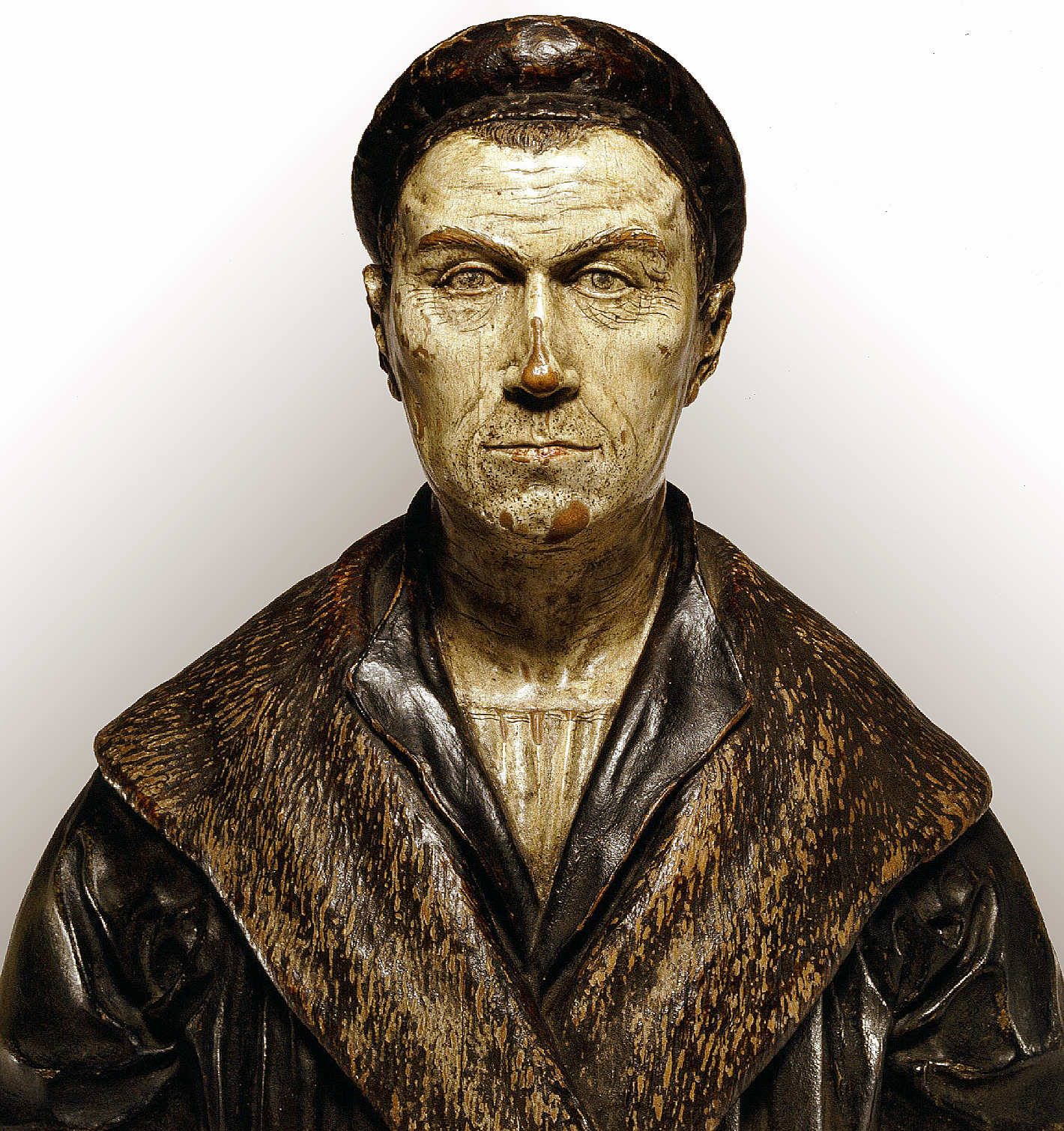
Conrat Meit: Holzbüste Jakob Fuggers, um 1515 (Birnbaumholz)

Conrat Meit: Judith mit dem Haupt des Holofernes, um 1525 (Alabaster)

Conrat Meit (* 1470/1485 in Worms; † 1550/1551 in Antwerpen) war ein Bildhauer der Renaissance, bekannt auch als Meister Conrad oder Conrat.

## Leben
Über Leben und Ausbildung Meits ist wenig bekannt. Seine künstlerische Laufbahn führte ihn von seiner Geburtsstadt Worms am Rhein über den Wittenberger Hof des Kurfürsten Friedrich des Weisen, wo er vor 1506 arbeitete, auch in die dortige Werkstatt Lucas Cranachs des Älteren. Anschließend wechselte er in die Werkstatt Cranachs nach Mechelen. Dort war er von 1512 bis 1530 als Hofbildhauer der Regentin der Niederlande, Erzherzogin Margarete von Österreich, tätig. Das Spätwerk Conrat Meits ist bis 1544 in Antwerpen nachgewiesen.

## Werk
Obwohl Meits Kunst im Unterschied zur sakralen Bildsprache der Spätgotik mittels fein ausgearbeiteter Plastizität und betonten Körperlichkeit auch des nackten Körpers eine völlig neuartige Ausdruckskraft besitzt, geriet er nach seinem Tod  bald in Vergessenheit. Der Hauptgrund dafür mag sein, dass die meisten seiner Arbeiten in fürstlichen Sammlungen verschwanden und Meit wohl keine damals übliche Werkstatt mit Schülern unterhielt.
Sowohl Albrecht Dürer als auch Lucas Cranach der Ältere schätzten die Arbeit des Conrat Meit. Dürer bezeichnet ihn als „den guten […] bildtschnizer mit nahmen meister Conrad, desgleichen ich kein gesehen hab, der dienet des kaisers tochter, frau Margareth“. Sein Ruf als bedeutender Bildhauer und -schnitzer der frühen Renaissance breitete sich über ganz Nordeuropa aus.
Im Auftrag von Margarete von Österreich entstanden neben kleinformatigen Buchsbaumskulpturen, wie der Büste des Philibert le Beau, Herzog von Savoyen, zwischen 1526 und 1531 Meits Hauptwerke: die monumentalen Grabmäler aus Carrara-Marmor und St.Lothain-Alabaster in der Kirche von Brou bei Bourg-en-Bresse, einmal das Margaretes, ein Baldachingrabmal, dann das ihres früh verstorbenen Gatten, Herzog Philibert von Savoyen, und das von dessen Mutter, Marguerite de Bourbon. Von Meits Hand stammen im Wesentlichen die Liegefiguren und einige Putti. Ungewöhnlich an den Grabmälern von Margarete und Philibert ist die Zweigeschossigkeit der Tumben, unten liegt eine Figur der/des Verstorbenen in jugendlich idealer Gestalt, oben eine Figur der-/desselben im Aussehen kurz vor dem Tod in Hofkleidung und mit Machtinsignien.

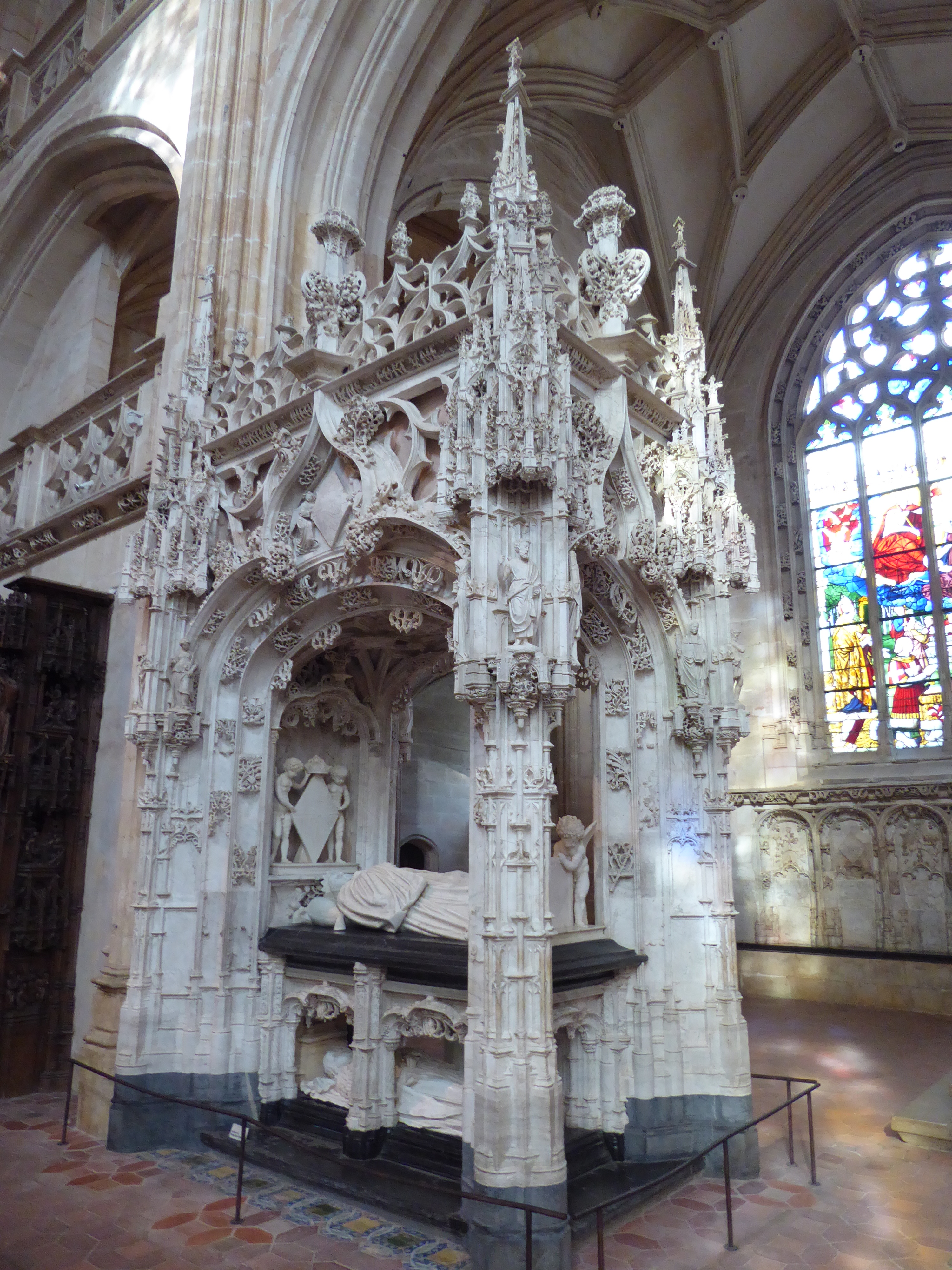
Bourg-en-Bresse – Brou, Klosterkirche, Grabmal der Margarete von Österreich, Gesamtansicht
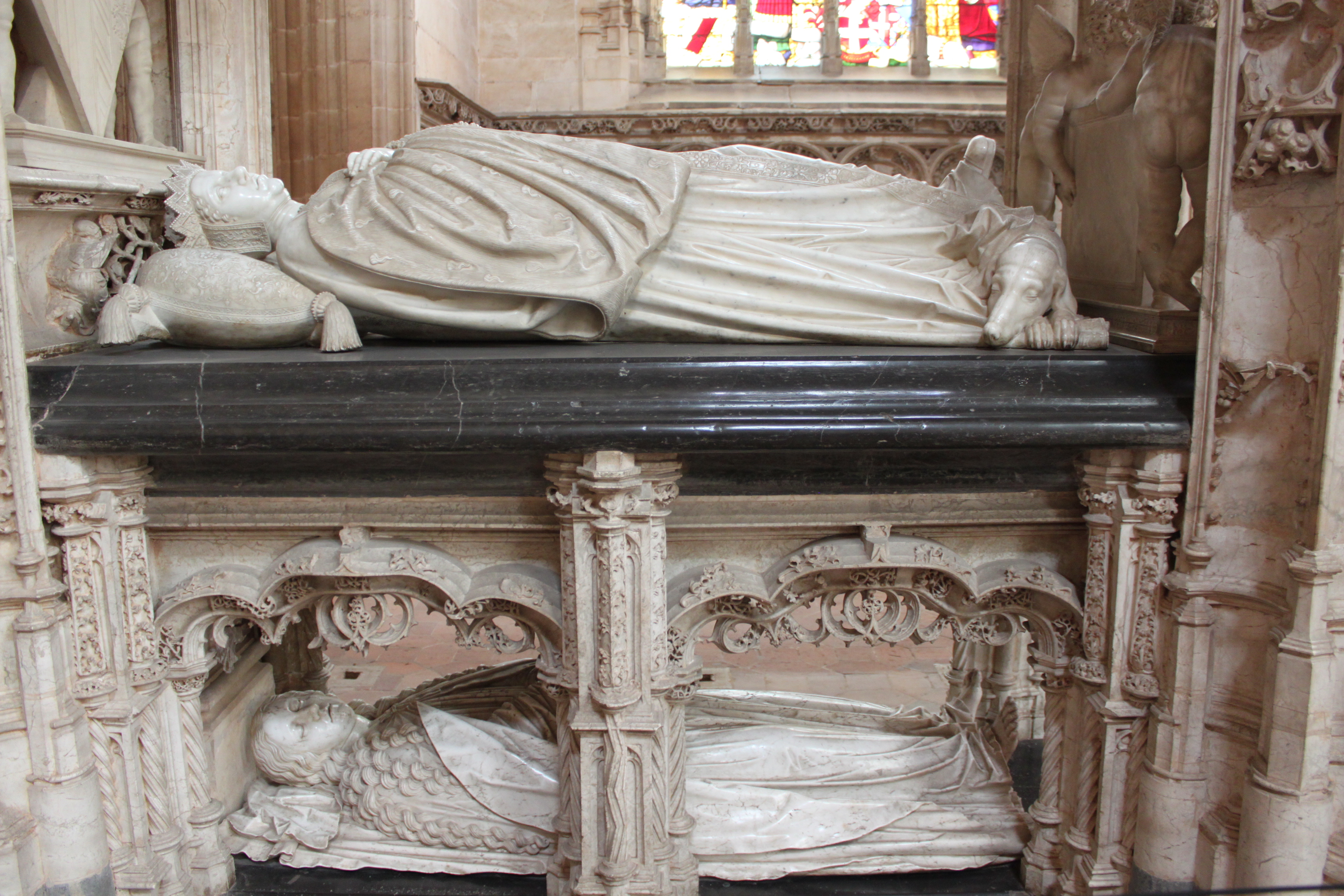
Bourg-en-Bresse – Brou, Klosterkirche, Grabmal der Margarete von Österreich
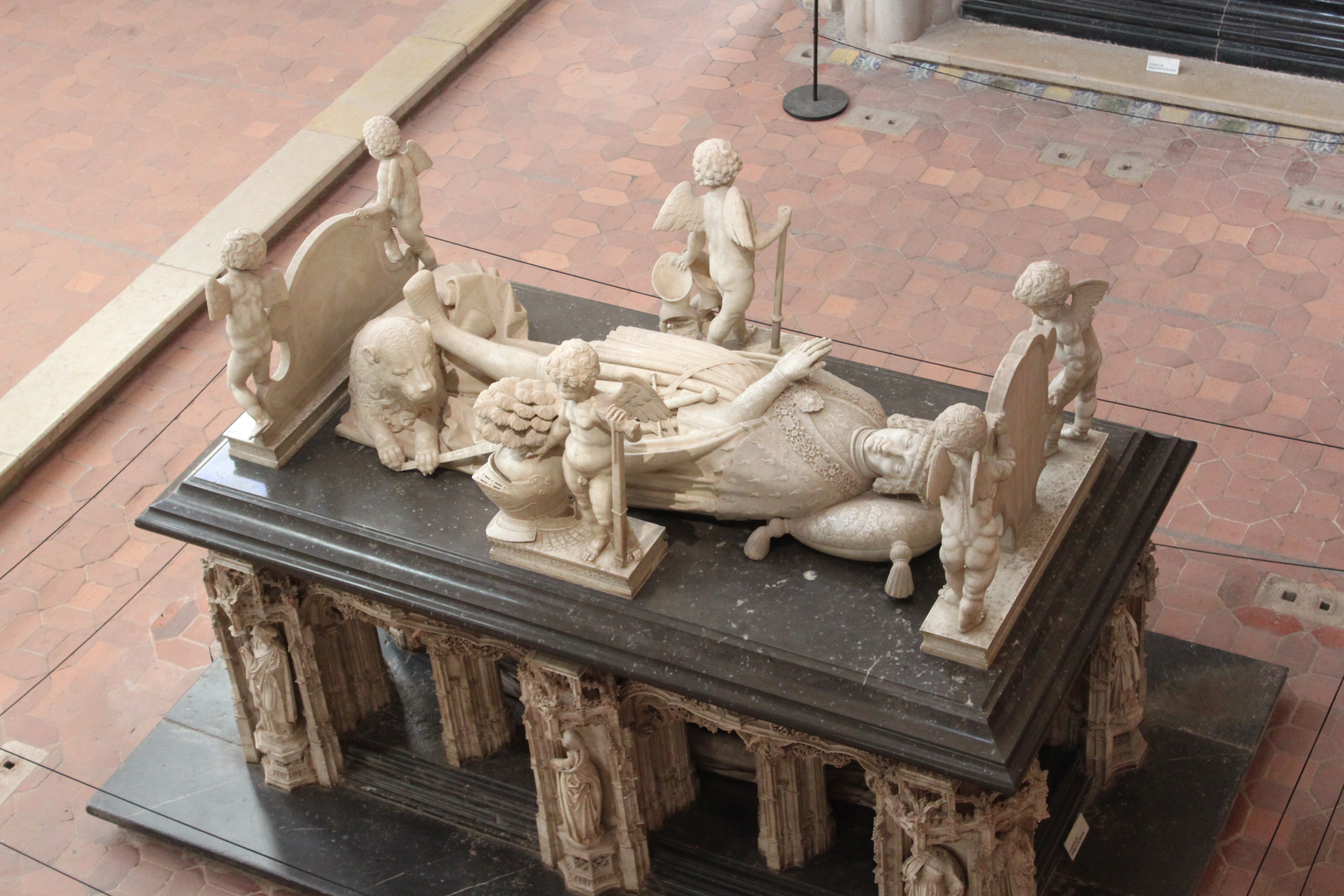
Bourg-en-Bresse – Brou, Klosterkirche, Grabmal von Philibert von Savoyen